# Radehiv
Radehiv (în ucraineană Раде́хів, în poloneză Radziechów) este un oraș din Ucraina.